# Dolph Lundgren
Hans "Dolph" Lundgren (Stoccolma, 3 novembre 1957) è un attore, produttore cinematografico e artista marziale svedese naturalizzato statunitense.
A Sydney divenne la guardia del corpo della cantante Grace Jones e iniziò una relazione con lei. Dopo un piccolo ruolo nel film di James Bond 007 - Bersaglio mobile (nei panni di uno scagnozzo del KGB), arrivò la svolta nel 1985 nel ruolo dell'imponente pugile russo Ivan Drago in Rocky IV, e da allora divenne uno degli attori più famosi di film d'azione e di arti marziali a Hollywood; è tornato alla ribalta per aver recitato in tutte le pellicole della saga degli Expendables.

## Biografia

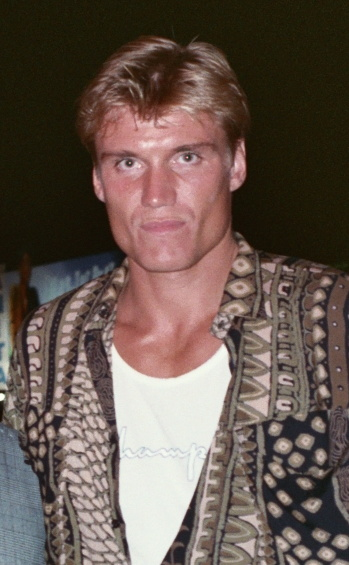
Dolph Lundgren nel 1990

Nato nella mattina del 3 novembre 1957 a Stoccolma da Karl Johan Hugo Lundgren (1923-2000) e Sigrid Birgitta Tjerneld (1932-1992), ha dichiarato che da bambino era molto insicuro e ha sofferto di allergie. Da adolescente crebbe coi nonni nella comunità di Nyland, a nord di Kramfors, e dimostrò interesse per la batteria e l'aspirazione di diventare una stella del rock. Negli anni della sua adolescenza provò diverse arti marziali tra cui Judo, Gōjū-ryū e il Kyokushin Karate, e cominciò ad allenarsi con i pesi.
Dopo essersi diplomato col massimo dei voti, ottenne borse di studio in Ingegneria chimica negli Stati Uniti d'America, per l'Università Washington a Saint Louis e per l'Università Clemson, per poi tornare in Svezia all'Istituto Reale di Tecnologia, presso il quale si laureò nel 1980. Dopo la cintura nera quarto Dan nello stile Kyokushinkai, ottenne il grado di capitano della squadra svedese di Karate e divenne campione europeo dei pesi massimi sempre di questa specialità nel 1980 e 1981; successivamente si dedicò anche allo studio del taekwondo. 
Accettò poi una nuova borsa di studio dell'Università di Sydney, in Australia, per una specializzazione sempre in Ingegneria chimica, conseguita nel 1982. Lavorando come buttafuori e in procinto di iniziare una nuova specializzazione a Boston presso il Massachusetts Institute of Technology, conobbe Grace Jones e si trasferì con lei a New York, dove cercò di fare il modello ma, giudicato troppo muscoloso, riprese a fare il buttafuori, stavolta al celebre The Limelight. Nel frattempo studiava recitazione al Warren Robertson Theatre Workshop.
Il 1985 è l'anno del suo debutto al cinema: interpreta Venz (tirapiedi del generale Gogol) in 007 - Bersaglio mobile, ma soprattutto il ruolo di Ivan Drago nella pellicola di Sylvester Stallone Rocky IV, che lo ha reso famoso al grande pubblico. Interpreta poi alcuni film di genere da protagonista (He-Man, famoso personaggio del mondo dei giocattoli, nel fantascientifico I dominatori dell'universo; Nikolai nel film d'azione Red Scorpion - Scorpione rosso e Frank Castle, famoso eroe dei fumetti Marvel, in Il vendicatore), ma ottengono tutti scarso successo. Nel 1991 può dare mostra delle proprie capacità nelle arti marziali nel film Resa dei conti a Little Tokyo, al fianco di Brandon Lee. Nel 1998 è diretto dal regista di Hong Kong John Woo in un film televisivo, Blackjack.
Nel corso della sua carriera, soprattutto dagli anni 2000, quasi tutti i film di cui è stato protagonista sono stati film di serie B usciti in Direct-to-video o destinati alla televisione. Nell'aprile 2007 Rai 1 ha trasmesso in prima serata la miniserie d'argomento storico-fantastico L'inchiesta, nella quale Lundgren interpretava il ruolo di un guerriero germanico sconfitto e preso come servo dal tribuno romano Tito Valerio Tauro, interpretato da Daniele Liotti, del quale diverrà il più leale e fraterno amico. In un episodio della serie televisiva Chuck, dove appare come guest star nel ruolo di un criminale, pronuncia la storica frase «Ti spiezzo in due», la stessa che, nelle vesti di Ivan Drago, rivolge a Rocky.
Nel 2010 ha presentato, insieme al cantante svedese Måns Zelmerlöw, il Melodifestivalen. Sempre nel 2010  ha partecipato all'esecuzione del brano musicale dei Beatles Let It Be, collaborando con il gruppo rock svedese Gyllene Tider; è presente anche nel filmato del rifacimento (cover), insieme con molti altri divi del cinema e della televisione
Ancora nel 2010 è nel cast del film d'azione I mercenari - The Expendables con Sylvester Stallone, Mickey Rourke, Jason Statham e Jet Li; Dolph Lundgren interpreta Gunnar Jensen, membro scriteriato di un piccolo gruppo internazionale di esperti mercenari guidati dall'abile Barney Ross. Nel 2012 riprende il ruolo di Gunnar Jensen nel secondo film della saga degli Expendables, I mercenari 2, diretto da Simon West; per la prima volta recitano tutte assieme star del cinema d'azione come Arnold Schwarzenegger, Bruce Willis, Chuck Norris e Jean-Claude Van Damme che vanno a unirsi agli altri già presenti nel primo film della saga. Sempre nel 2012 dà la voce al suo personaggio nel videogioco The Expendables 2 Videogame. Nel 2014 riprende ancora il ruolo di Gunnar Jensen in I mercenari 3. Dal 2016 al 2017 prende parte ad alcuni episodi della quinta stagione della serie Arrow interpretando la parte del crudele Konstantin Kovar. 
Nel 2015 è stato operato per la rimozione di un tumore renale.
Nel marzo 2017 conferma la sua partecipazione al quarto capitolo della saga degli Expendables, ma successivamente il progetto sembra naufragare a causa dell'addio di Stallone, dovuto a disaccordi col produttore Avi Lerner sul nome del regista e in generale sulla produzione del film, e anche Lundgren, come Schwarzenegger, dichiara che non ha alcuna intenzione di partecipare al film in assenza di Stallone. Nell'aprile 2017 viene annunciato che l'attore è nel cast del film Aquaman, dove ha vestito i panni di Re Nereus. Nell'agosto dello stesso anno viene inserito nel cast di Creed II sequel di Creed - Nato per combattere, dove torna a vestire i panni di Ivan Drago. Nel 2021, dopo numerosi film d'azione distribuiti per il mercato home video, Lundgren viene confermato nuovamente nel cast di due progetti destinati alla sala cinematografica: il sequel di Aquaman, dove torna a vestire i panni di Re Nereus, e il quarto capitolo della saga degli Expendables, affiancato nuovamente a Stallone, Statham e Couture. I due film saranno distribuiti nel 2023.
Nel 2020 gli sono stati diagnosticati ben cinque nuovi tumori, insieme a una recidiva del cancro al rene. Nel 2024 l'attore ha dichiarato di essere guarito quasi completamente: l'unica neoplasia con cui ancora oggi convive è un tumore al fegato, inoperabile. 

## Vita privata
Poliglotta, parla sei lingue: il natio svedese, l'inglese, il tedesco, il francese, lo spagnolo e il giapponese.
Durante gli anni ottanta ebbe relazioni con la cantante Grace Jones e con la modella Paula Barbieri. Dopo un primo matrimonio con Peri Momm, di breve durata, si è sposato a Stoccolma nel 1994 con Anette Qviberg, una designer di gioielli e stilista di moda a Marbella. La coppia ha due figlie. Lundgren e Qviberg hanno divorziato nel 2011. Nel 2020 l'attore ha iniziato una relazione con una personal trainer norvegese di 22 anni, Emma Krokdal: i due si sono poi sposati a luglio 2023.

## Stile e influenze
Lundgren continua a influenzare ancora oggi il mondo del fitness e del culturismo, e in un'intervista concessa a gennaio 2011 a GQ magazine annuncia di essere al lavoro per la creazione di una propria gamma di vitamine e integratori. Bodybuilding.com afferma: "Sembra un uomo di 35 anni piuttosto che uno con più di 60. Lundgren è il ragazzo copertina della nutrizione regolare, dell'integrazione e dell'applicazione dell'esercizio, che pratica da oltre 35 anni." In un'intervista ha dichiarato di allenarsi in palestra fino a sei giorni a settimana, di solito sessioni complete di un'ora al mattino, affermando: "è solamente un'ora al giorno e quindi si può beneficiare di altre 23 ore".
Benché avesse iniziato a sollevare pesi da adolescente, Lundgren cita Stallone come l'uomo che lo ha introdotto seriamente al culturismo negli anni ottanta dopo il suo arrivo negli Stati Uniti; Stallone ha avuto un'influenza duratura nella sua forma fisica e nella sua dieta, assicurandosi che mangiasse una percentuale molto più alta di proteine ed effettuando 5-6 piccoli pasti al giorno. Quando si trova a Los Angeles, si allena presso la palestra Equinox a Westwood; quando si trova presso la propria casa a Marbella, in Spagna, si allena alla Qi Sport Gym a Puerto Banus.

## Filmografia

### Attore

#### Cinema

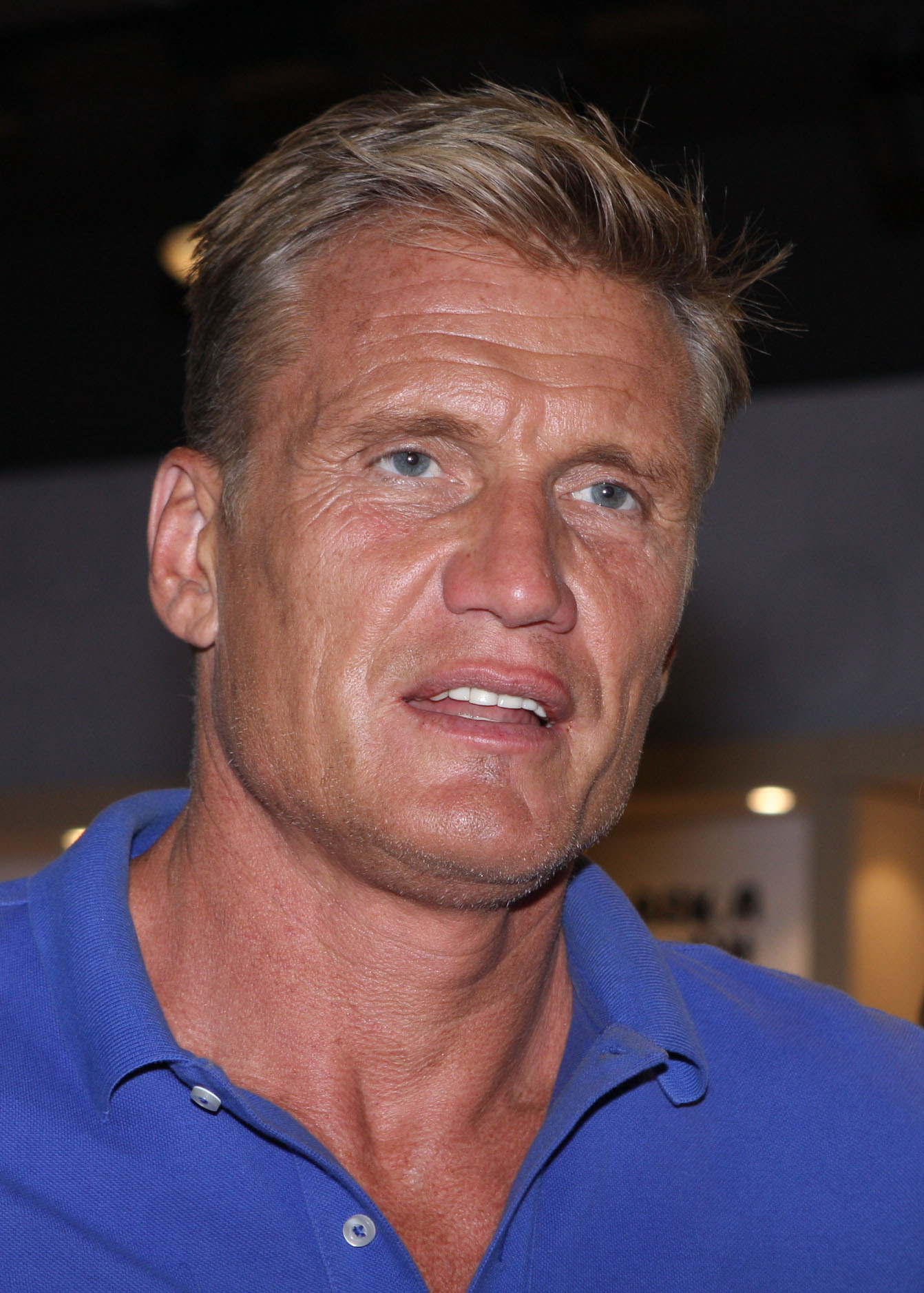
Dolph Lundgren

- 007 - Bersaglio mobile (A View to a Kill), regia di John Glen (1985)
- Rocky IV, regia di Sylvester Stallone (1985)
- I dominatori dell'universo (Masters of the Universe), regia di Gary Goddard (1987)
- Red Scorpion - Scorpione rosso (Red Scorpion), regia di Joseph Zito (1989)
- Il vendicatore (The Punisher), regia di Mark Goldblatt (1989)
- Arma non convenzionale (I Come in Peace), regia di Craig R. Baxley (1990)
- Fermate ottobre nero (Cover Up), regia di Manny Coto (1991)
- Resa dei conti a Little Tokyo (Showdown in Little Tokyo), regia di Mark L. Lester (1991)
- I nuovi eroi (Universal Soldier), regia di Roland Emmerich (1992)
- Caccia mortale (Joshua Tree), regia di Vic Armstrong (1993)
- Giochi pericolosi (Pentathlon), regia di Bruce Malmuth (1994)
- L'ultima missione (Men of War), regia di Perry Lang (1994)
- Sunny side up (1994) - se stesso
- Johnny Mnemonic, regia di Robert Longo (1995)
- Shooter - Attentato a Praga (The Shooter), regia di Ted Kotcheff (1995)
- Silent Trigger, regia di Russell Mulcahy (1996)
- The Peacekeeper - Il pacificatore (The Peacekeeper), regia di Frédéric Forestier (1997)
- L'ultimo dei Templari (The Minion), regia di Jean-Marc Piché (1998)
- Giorni di fuoco (Sweepers), regia di Keoni Waxman (1998)
- Il ponte del dragone[21] (Bridge of Dragons), regia di Isaac Florentine (1999)
- Nell'occhio del ciclone (Storm Catcher), regia di Anthony Hickox (1999)
- Jill Rips - Indagine a luci rosse (Jill Rips), regia di Anthony Hickox (2000)
- The Last Warrior (The Last Patrol), regia di Sheldon Lettich (2000)
- Captured (Agent Red), regia di Damian Lee (2000)
- Identità ad alto rischio (Hidden Agenda), regia di Marc S. Grenier (2001)
- Detention, regia di Sidney J. Furie (2003)
- Direct Action, regia di Sidney J. Furie (2004)
- Fat Slags, regia di Ed Bye (2004)
- Retrograde, regia di Christopher Kulikowski (2004)
- The Defender, regia di Dolph Lundgren (2004)
- The Mechanik, regia di Dolph Lundgren (2005)
- Diamond Dogs, regia di Dolph Lundgren e Shimon Dotan (2007)
- Missionary Man, regia di Dolph Lundgren (2007)
- Direct Contact, regia di Danny Lerner (2009)
- Command Performance, regia di Dolph Lundgren (2009)
- Universal Soldier: Regeneration, regia di John Hyams (2009)
- Icarus, regia di Dolph Lundgren (2010)
- I mercenari - The Expendables (The Expendables), regia di Sylvester Stallone (2010)
- Inferno: The Making of 'The Expendables', regia di John Herzfeld (2010) - Documentario
- In the Name of the King 2: Two Worlds, regia di Uwe Boll (2011)
- I mercenari 2 (The Expendables 2), regia di Simon West (2012)
- Small Apartments, regia di Jonas Åkerlund (2012)
- Universal Soldier - Il giorno del giudizio (Universal Soldier: Day of Reckoning), regia di John Hyams (2012)
- One in the Chamber, regia di William Kaufman (2012)
- Stash House, regia di Eduardo Rodriguez (2012)
- The Package, regia di Jesse V. Johnson (2013)
- La battaglia dei dannati (Battle of the Damned), regia di Christopher Hatton (2013)
- Blood of Redemption, regia di Giorgio Serafini (2013)
- Hard Rush, regia di Giorgio Serafini (2013)
- Legendary - La tomba del dragone (Legendary), regia di Eric Styles (2013)
- A Certain Justice, regia di Giorgio Serafini e James Coyne (2014)
- I mercenari 3 (The Expendables 3), regia di Patrick Hughes (2014)
- Skin Trade - Merce umana (Skin Trade), regia di Ekachai Uekrongtham (2014)
- Riot - In rivolta (Riot), regia di John Lyde (2015)
- Il buono, il brutto e il morto (The Good, the Bad and the Dead), regia di Timothy Woodward Jr. (2015)
- Shark Lake, regia di Jerry Dugan (2015)
- War Pigs, regia di Ryan Little (2016)
- Ave, Cesare! (Hail, Caesar!), regia di Joel ed Ethan Coen (2016)
- Un poliziotto all'asilo (Kindergarten Cop 2) regia di Don Michael Paul (2016)
- Don't Kill It - Il cacciatore di demoni (Don't Kill It), regia di Mike Mendez (2016)
- Female Fight Club, regia di Miguel A. Ferrer (2016)
- Welcome to Willits, regia di Trevor Ryan (2016)
- Larceny, regia di R. Ellis Frazier (2017)
- Altitude - Paura ad alta quota (Altitude), regia di Alex Merkin (2017)
- Dead Trigger, regia di Scott Windhauser e Mike Cuff (2017)
- Black Water, regia di Pasha Patriki (2018)
- Creed II, regia di Steven Caple Jr. (2018)
- Aquaman, regia di James Wan (2018)
- Acceleration, regia di Michael Merino e Daniel Zirilli (2019)
- The Tracker, regia di Giorgio Serafini (2019)
- Hard Night Falling, regia di Giorgio Bruno (2019)
- Pups Alone, regia di Alex Merkin (2021)
- Castle Falls, regia di Dolph Lundgren (2021)
- Sezione 8 (Section 8), regia di Christian Sesma (2022)
- Operation Seawolf, regia di Luke Schuetzle (2022)
- Come Out Fighting, regia di Steven Luke (2022)
- The Best Man, regia di Shane Dax Taylor (2023)
- I mercenari 4 - Expendables (Expend4bles), regia di Scott Waugh (2023)
- Showdown at the Grand, regia di Orson Oblowitz (2023)
- Aquaman e il regno perduto (Aquaman and the Lost Kingdom), regia di James Wan (2023)
- Wanted Man, regia di Dolph Lundgren (2024)

#### Televisione
- Blackjack, regia di John Woo - film TV (1998)
- L'inchiesta - miniserie TV, regia di Giulio Base (2007)
- Chuck - serie TV, episodio 4x01 (2010)
- Melodifestivalen 2010 - miniserie TV, episodi 1x1 e 1x6 (2010)
- Rocky - La vera storia (The Rocky Saga: Going the Distance) - documentario (2011)
- SAF3 - serie TV, 13 episodi (2013)
- Ciak, ti sfido! (Race to the Scene) - reality show sportivo (2013)
- Workaholics - serie TV, episodi 5x08 (2015)
- Arrow - serie TV, 6 episodi (2016-2017)
- Sharknado 5: Global Swarming - regia di Anthony C. Ferrante - film TV (2017)
- Tour de Pharmacy, regia di Jake Szymanski - film TV (2017)
- C'è sempre il sole a Philadelphia (It's Always Sunny in Philadelphia) - serie TV, 14x02 (2019)
- The Family Stallone - reality show TV (2023-in corso)

#### Videoclip
- Let It Be - cover dei Gyllene Tider
- Believer - Imagine Dragons

### Doppiatore
- Minions 2 - Come Gru diventa cattivissimo (Minions: The rise of Gru), regia di Kyle Balda (2022)

## Doppiatori italiani
Nelle versioni in italiano dei suoi film, Dolph Lundgren è stato doppiato da:
- Alessandro Rossi in Rocky IV, Arma non convenzionale, I nuovi eroi, Fermate Ottobre Nero, Johnny Mnemonic, The Defender, L'inchiesta, Chuck, Arrow, Aquaman, Creed II, Castle Falls, Sezione 8, Aquaman e il regno perduto
- Stefano Mondini in Scorpione rosso, I nuovi eroi (ridoppiaggio), Small Apartments, In the Name of the King: Two Worlds, La battaglia dei dannati, Hard Rush, A Certain Justice, Legendary - La tomba del dragone, SAF3, Don't Kill It, Larceny, Black Water, Sharknado 5: Global Swarming
- Luca Ward in Blackjack, Jill Rips - Indagine a luci rosse, Identità ad alto rischio, The Mechanik, I mercenari - The Expendables, I mercenari 2, I mercenari 3, I mercenari 4 - Expendables
- Fabrizio Pucci ne Il vendicatore, The Last Warrior, Direct Contact, Command Performance, Skin Trade - Merce umana, Un poliziotto all'asilo, Altitude - Paura ad alta quota
- Alberto Angrisano in One in the Chamber, The Package, Shark Lake, Il buono, il brutto e il morto, Riot - In rivolta, War Pigs
- Massimo Rossi in L'ultimo dei Templari, Giorni di fuoco, Il ponte del dragone, Detention - Duro a morire, Direct Action - Azione diretta
- Sergio Luzi ne Il vendicatore (ridoppiaggio), Il pacificatore
- Massimo Corvo in Resa dei conti a Little Tokyo, Icarus
- Francesco Prando in Caccia mortale, Captured
- Roberto Draghetti in Retrograde, Stash House
- Mario Zucca in Diamond Dogs, Acceleration
- Roberto Chevalier ne I dominatori dell'universo
- Paolo Marchese in Giochi pericolosi
- Mario Cordova in L'ultima missione
- Gianluca Tusco in Shooter - Attentato a Praga
- Rodolfo Bianchi in Nell'occhio del ciclone
- Francesco Pannofino in Missionary Man
- Claudio Fattoretto in Universal Soldier: Regeneration
- Dario Oppido in Dead Trigger,The Best Man
- Andrea Ward in The Family Stallone
- Lorenzo Scattorin ne Il vendicatore (ridoppiaggio)
- Luca Violini in Blackjack (ridoppiaggio)
- Metello Mori in Showdown at the Grand

Da doppiatore è sostituito da:
- Stefano Alessandroni in Minions 2 - Come Gru diventa cattivissimo